# Diestrammena ingens
Diestrammena ingens är en insektsart som beskrevs av Heinrich Hugo Karny 1915. Diestrammena ingens ingår i släktet Diestrammena och familjen grottvårtbitare. Inga underarter finns listade i Catalogue of Life.